# 太不花
太不花（？—1358年），又译泰不花。元朝大臣，蒙古族弘吉剌氏，元顺帝时中书右丞相。
弘吉剌氏世为外戚，太不花先后任云南行省右丞，通政使，上都留守，辽阳行省平章政事，元顺帝至正八年（1348年），在丞相太平的推荐下，入朝为中书平章政事。至正十二年（1352年），任河南行省平章政事，加太尉，镇压河南反元义军。先后攻占南阳、汝宁、唐州、随州、安陆、德安等地。至正十四年（1354年），升任河南行省左丞相，脱脱被贬後，他负责节制山东、河北诸军。他和太尉月阔察儿总统各军，征伐高邮张士诚。至正十五年（1355年），因为不遵守朝命，放纵军队掠夺百姓，被监察御史也里忽都弹劾他慢功虐民之罪，于是官职被罢免，到军前效力自赎。不久任湖广行省左丞相，镇压沔阳、湖广等处起义军。对朝廷复起用太平为相，非常怨恨，拥兵不进，轻慢朝命，纵军剽掠。至正十八年（1358年），韩宋红巾军北伐至山东，威逼京畿，元顺帝命太不花出任右丞相，总兵镇压山东义军。他奏请左丞相太平到军中筹备粮饷，想要借机杀害。又排挤分省参知政事卜颜帖木儿、张晋，陷害知枢密院事完者帖木儿。被监察御史迷儿只海等弹劾，以缓师拒命的罪名削其官职，夺其兵权。他求救于原部将、淮南行省平章政事刘哈剌不花。刘哈剌不花原来受到过他的排挤，于是将太不花父子缚送京师，途中依太平之命，将他父子杀害。

## 延伸阅读
[在维基数据编辑]
 《元史/卷141》，出自宋濂《元史》
 《新元史/卷210》，出自柯劭忞《新元史》